# 吳安國
吳安國（1547年—？），字文仲，直隸蘇州府長洲縣人，民籍，明朝政治人物。

## 生平
萬曆元年（1573年）癸酉科應天府鄉試第四十九名，萬曆五年（1577年）丁丑科會試第二十六名，登三甲第八十九名進士。历官河南真阳、浙江永康二知县，升刑部云南司主事，恤刑福建。出为宁波府知府，二十五年七月升浙江副使、兵备金衢，二十九年丁父憂。降广东参议，三十八年正月考察降一级调用。著有《累瓦三编》十二卷、《今是堂集》等。

## 家族
曾祖吳一鵬，曾任太子少保吏部尚書 贈太子少保 諡文端；祖父吳子孝，曾任布政司右參議；父吳尚儉（1528年-1601年），字恭先，號德园。母皇甫氏。具庆下。弟安仁、安世、安民、安治、安上、安節、安石、安中、安禮。